# Bokermannohyla martinsi
Bokermannohyla martinsi är en groddjursart som först beskrevs av Werner C.A. Bokermann 1964.  Bokermannohyla martinsi ingår i släktet Bokermannohyla och familjen lövgrodor. IUCN kategoriserar arten globalt som livskraftig. Inga underarter finns listade.